# Streptococcus mutans
Lo Streptococcus mutans è un batterio gram positivo ed anaerobio facoltativo, gruppo Lancefield E, che comunemente si trova nella cavità orale umana. Descritto per la prima volta da Clarke nel 1924, è uno dei principali responsabili della carie dentaria.
Lo Streptococcus mutans è uno dei principali batteri coinvolti nel metabolismo del saccarosio, lo zucchero più cariogeno per l'uomo, in quanto ridotto ad acido lattico. Metabolizza anche altri zuccheri ma con minore cariogenicità.